# Stenodema turanica
Espèce
Stenodema turanica est une espèce d'insectes hétéroptères (punaises) de la famille des Miridae.

## Systématique
L'espèce Stenodema turanica a été décrite en 1904 par l'entomologiste finlandais Odo Morannal Reuter (1850–1913).

## Publication originale
- (la) Odo Morannal Reuter, « Capsidae persicae D: N.A. Zarudny collectae enumeratae novaeque species descriptae », Ezhegodnik Zoologicheskogo Nuseya Imperatorskoi Akademii Nauk, vol. 9,‎ 1904, p. 5–16.